# Gare de Shin-Nihombashi
La gare de Shin-Nihombashi (新日本橋駅, Shin-Nihombashi-eki) est une gare ferroviaire de la ville de Tokyo au Japon. Elle est située dans l'arrondissement de Chūō. La gare est desservie par la ligne Sōbu de la JR East.

## Situation ferroviaire
Gare souterraine, Shin-Nihombashi est située au point kilométrique (PK) 1,2 de la ligne Sōbu.

## Histoire
La gare a été inaugurée le 15 juillet 1972.

## Services aux voyageurs

### Accès et accueil
La gare, située en souterrain, est ouverte tous les jours.

### Desserte
- Ligne Sōbu :
  - voie 1 : direction Tokyo (interconnexion la ligne Yokosuka pour Yokohama et Yokosuka)
  - voie 2 : direction Chiba

### Intermodalité
La station Mitsukoshimae (lignes Ginza et Hanzōmon) est située à proximité.